# Château de l'Espinay
Le château de l'Espinay est un château situé dans la commune de Champeaux, dans l'est du département français d'Ille-et-Vilaine en région Bretagne. Domaine de la famille d'Espinay.

## Localisation
Le château se situe au sud de la commune de Champeaux. Il se trouve le long du ruisseau de Palet, à proximité de l’étang de la Rivière.

## Historique
L'édifice fait l’objet d’un classement au titre des monuments historiques depuis le 24 juillet 1946. Le parc de 49 hectares est également un site classé sur « tout critère » par arrêté du 7 septembre 1943,.